# كانتارو سوزوكي
كانتارو سوزوكي (باليابانية: 鈴木 貫太郎 سوزوكي كانتارو) (18 يناير 1868 - 17 أبريل 1948) كان أدميرال في البحرية الإمبراطورية اليابانية، كما شغل منصب رئيس الوزراء الياباني الثاني والأربعين.

## روابط خارجية
- كانتارو سوزوكي على موقع الموسوعة البريطانية (الإنجليزية)